# Robot tax in Corea del Sud
La Robot tax in Corea del Sud, rappresenta uno dei principali modelli di imposizione fiscale, al mondo, nei confronti dei robot. Infatti, la Repubblica sud-coreana è attualmente il paese più robot-friendly al mondo, i robot di Seul hanno già raggiunto la capacità produttiva di tutta la forza lavoro del Paese. Conseguentemente, è sorta la necessità di prevedere un sistema di tassazione che facesse fronte allo sviluppo economico del Paese. 

## Evoluzione Storica
La Corea del Sud negli anni cinquanta del 1900, a seguito della guerra civile che ha portato alla creazione delle due repubbliche, si ritrovava in grave situazione economica. L'economia del Paese, tradizionalmente rurale, era devastata non solo dal conflitto interno, ma anche dalle successive occupazioni del Giappone. L'attività industriale e l'estrazione di materie prime erano finalizzate al soddisfacimento delle necessità militari del Paese nipponico. In tale contesto disastroso, un elemento di positività furono gli aiuti economici del piano Marshall da parte degli Stati Uniti.
Negli anni sessanta iniziarono a nascere le prime forme di chaebol, ossia conglomerati privati, supportati dallo Stato e che riuniscono società operanti in diversi settori dell'economia. Queste strutture, tipicamente a conduzione familiare, divennero le protagoniste della crescita industriale della Corea del Sud, ponendosi in prima linea nel progresso tecnologico e costituendo una delle principali fonti di creazione di posti di lavoro qualificati nel Paese. Al momento, la chaebol più nota è Samsung, ma ne spiccano altre come Hyundai, LG e Gruppo SK.
A partire dagli anni settanta, l'economia sudcoreana iniziò a crescere, avviando un ciclo di crescita durato sino ad oggi. Vennero abbandonate le politiche di controllo sui prezzi ed in generale il protezionismo, per contro fu incoraggiata la libertà negli affari, nella finanza e nell'occupazione. Tali elementi hanno trasformato la Corea del Sud in un'economia in grado di relazionarsi, per la prima volta, con il mondo, essendo sempre più focalizzata sull'export industriale e tecnologico. Questa crescita è desumibile anche facendo riferimento ai dati numerici: nel 1960 il PIL pro capite era di appena 932,04 dollari statunitensi, nel 2019 è cresciuto fino a 28675,03. Questa transizione chiamata "Miracolo Coreano", avvenuta essenzialmente tra gli anni 1965 e 1985, risulta essere uno dei processi di crescita più riusciti e sostenibili della storia. 
I primi passi nella progettazione e costruzione di robot, avvengono negli anni ottanta, quando la Corea del Sud diventava un gigante nei settori dell’elettronica, della chimica, della costruzione navale e della produzione di acciaio. 
Nel 1993 è stata istituita una delle strutture adibite alla robotica d’eccellenza: l’IRL, Intelligent Robotic Laboratory, nel Dipartimento di Ingegneria Meccanica della Korea University. 
Nel 2008, il governo ha promulgato l’Intelligent Robot Development and Promotion Act, sancendo per legge l’esistenza dell'industria robotica e da tale anno in poi il settore robot in Corea ha segnato un tasso di crescita medio annuo del 21%. 
Dal 2009 al 2012 le vendite di robot sono passate da 940 milioni a 2 miliardi di dollari, le esportazioni di robot sono cresciute da 96 a 590 milioni di dollari, i lavoratori del settore della robotica sono cresciuti da 5068 a 10515 unità.
Nel 2010, il Ministero del Commercio, dell’Industria e dell’Energia coreano ha fondato l’Istituto Coreano per l’Avanzamento dell’Industria dei Robot, soprannominato "KIRIA", con lo scopo di supervisionare lo sviluppo del settore robot, promuovendo la robotica coreana con misure come la formulazione della politica dei robot, la diffusione delle informazioni sui robot, le attività di standardizzazione e la costruzione di infrastrutture, con un budget annuale di circa 20 milioni di dollari.
KIRIA ha anche promosso la costruzione della cosiddetta. Robot Land, un progetto che ha previsto la costruzione di un’area dedicata ai robot, comprensiva di un sito industriale, un parco a tema, un sito aziendale e uno commerciale.

## Il regime fiscale attuale
La Corea del Sud ha predisposto un generoso regime fiscale specificamente progettato per promuovere l'automazione: l'articolo 24 del Restriction of Special Taxation Act (RTSA) prevede, infatti, un credito d'imposta per gli investimenti in «strutture di aumento della produttività». Si tratta di un credito d'imposta letterale per l'automazione che, originariamente, era pari al 3% dell'importo dell'investimento a fronte dell'imposta sul reddito o dell'imposta sulle società (7% per le piccole e medie imprese).
Nel 2017, l'amministrazione del presidente Moon Jae-in ha annunciato l'intenzione di ridurre il credito d'imposta sull'automazione. La nuova legge del 6 agosto 2017 ha, così, effettuato una riduzione di due punti percentuali, ma la data di scadenza delle agevolazioni precedenti è stata prorogata dal 31 dicembre 2017 al 31 dicembre 2019. Si tratta del primo esempio di robot tax, in quanto, riducendo il credito d’imposta, ha abrogato la precedente legge più agevolante.
È l’amministrazione che, tramite il decreto del Ministero delle strategie e delle finanze, stabilisce un elenco di categorie specifiche di apparecchiature che possono beneficiare del credito d’imposta. Tale elenco, inserito nella cosiddetta lista bianca, indica ogni singola categoria di automi e le loro specificità: per il credito d’imposta ogni contribuente deve dimostrare di aver diritto al beneficio fiscale richiesto auto-identificandosi direttamente tra le voci di tale elenco ed indicando la categoria di appartenenza. Questo elenco, che comprende ogni intelligenza artificiale tassabile, robot e apparecchiature di automazione, dovrà essere in continuo aggiornamento in quanto diverrebbe prontamente obsoleto rispetto alla velocità dell'evoluzione tecnologica.
Infine, bisogna notare che, se è vero che la riduzione del credito d'imposta sull'automazione ha rallentato gli investimenti nella robotica (le nuove installazioni di robot industriali in Corea sono diminuite nel 2017 per la prima volta dal 2012), è anche vero che, a prescindere da tale diminuzione, la Corea rimane comunque l'economia più automatizzata al mondo e non vi è alcuna indicazione di un diffuso abbandono dell'IA, della robotica o dell’automazione.